# 폭스콘
폭스콘(영어: Foxconn, 중국어: 富士康)은 중화민국의 전자기기 주문자 상표 부착 생산 기업으로, 훙하이정밀공업(영어: Hon Hai Precision Industry Co., Ltd., 중국어 간체자: 鸿海精密工业股份有限公司, 정체자: 鴻海精密工業股份有限公司, 병음: Hónghǎi Jīngmì Gōngyè Gǔfèn Yǒuxiàngōngsī 훙하이 징미궁예 구펀유셴궁쓰[*])의 자회사이자 상표이다. EMS로 알려진 폭스콘은 실제로 공동 설계 제조나 공동 개발 제조에 가깝다.
폭스콘은 1974년 고급 전자제품을 주문자 상표 부착 생산하려고 설립되었다. 1991년에 타이완 증권거래소에 상장됐다. 2007년에 518억 달러 매출액을 달성한 폭스콘은 대만 최대 규모이고 중화인민공화국에서 행정부 미지원 기업 중 최대 규모이다. 2007년에 포춘 100 기업으로 선정된 폭스콘은 아메리카, 유럽, 아시아에서 450,000명 이상 사원이 일하고 중화인민공화국에서 최대로 수출하는 기업이다. 중화인민공화국에 건설한 첫 번째 생산 공장은 1988년에 가동하기 시작했다. 2011년, 폭스콘이 중화인민공화국에 가지는 자사 공장에서 노동자들이 집단 자살하는 사건이 발생한 뒤로 회사의 근무환경을 비판하는 주장이 제기된다.
2016년 3월 30일에 일본의 샤프전자를 인수하였고, 2016년 12월에 마이크로소프트가 모바일 사업부를 폭스콘에 매각하면서, 노키아 모바일 사업부를 소유하게 되었다. 이후, 폭스콘은 HMD 글로벌과 협력하여 자회사로 FIH Mobile를 설립하여, 브랜드 자체를 HMD 글로벌에게 소유권을 주고, 생산 라인을 소유하여, HMD 글로벌과 협력을 하였다.
훙하이정밀공업은 하이테크 제품에 집중할 것이다. 미래는 전기 자동차, 로봇 및 디지털 건강의 3 대 산업에 초점을 맞출 것이다. 동시에 인공 지능, 반도체 및 차세대 통신 (5G 통신)의 세 가지 주요 기술을 결합한다.

## 제품군

### 컴퓨터 케이스
폭스콘은 다양한 컴퓨터 케이스를 설계하고 제조한다.

### 메인보드
폭스콘은 다양한 메인보드를 설계하고 생산해 OEM 판매사인 델이나 휴렛 팩커드에 공급한다. 2003년에 폭스콘은 회사 자체 상표로 메인보드를 생산하기 시작한다. 폭스콘은 PGA/ZIF 소켓을 사용한 제품을 에이수스 같은 OEM 판매사에 공급하기도 한다.

### 컴퓨터 냉각기
폭스콘은 방열판 팬을 생산해 K8N, 듀얼 코어, 옵테론 뿐만 아니라 다양한 AMD 중앙 처리 장치에 공급했다.

### 콘솔 게임기
폭스콘은 엑스박스 360, 플레이스테이션 2, 플레이스테이션 3, 플레이스테이션 포터블과 Wii를 주문자 상표 부착 생산한다.

### 애플
폭스콘은 아이폰을 비롯한 애플 제품을 주문자 상표를 부착하면서 여러 회사 생산 제품중에서 많이 생산되고 있다. 폭스콘은 애플의 맥북 제품군을 2006년 초에서 2007년 초까지 주문자 상표 부착 생산했으나 애플의 맥북 프로와 맥북 에어 제품군은 계약되지 않아 콴타에서 주문자 상표 부착 생산됐다. 2017년 5월부터는 전자담배 Suorin air를 리뉴얼 및 재개발하여 세계적으로 판매하고 있으며, 아이폰 전자담배라 불리고 있다.

### 개인용 컴퓨터
PCA, 섀시, 엔비디아칩을 사용한 그래픽 카드를 생산한다.

### 휴대전화
폭스콘은 모토로라, 노키아, 소니 에릭슨, 삼성 애니콜, LG 싸이언의 휴대전화를 주문자 상표 부착 생산한다. 휴대전화는 홍콩에 본사가 있는, 폭스콘 인터내셔널 지주회사가 생산한다. 폭스콘 인터내셔널 지주회사는 휴대전화 제조 서비스하는 세계 최대 공급사이다. 폭스콘은 세계에서 가장 잘 알려진 휴대전화 브랜드 중 제5 위를 기록했다.
폭스콘은 중화인민공화국에 본사를 둔 BYD와 법 분쟁으로 잘 알려졌다. 폭스콘은 BYD가 국제성 기업인 산요, 소니, 도요타의 지적재산권을 불법으로 사용했다고 주장했다.

## 주요 고객

### 북아메리카
- 아마존 (기업) (미국)
- 애플 (미국)
- 블랙베리 (기업) (캐나다)
- 시스코 시스템즈 (미국)
- 델 (미국)
- 피스커 (미국)
- 구글 (미국)
- 휴렛 팩커드 (미국)
- 인포커스 (미국)
- 인텔 (미국)
- 마이크로소프트 (미국)
- 모토로라 모빌리티 (미국)
- 비지오 (기업) (미국)

### 아시아
- 에이서 (타이완)
- 화웨이 (중국)
- 레노버 (중국)
- 닌텐도 (일본)
- 세가 (일본)
- 소니 (일본)
- 도시바 (일본)
- 샤오미 (중국)

### 유럽
- HMD 글로벌 (노키아 브랜드 하, 핀란드)

## 같이 보기
- 대만의 기업 목록
- 페가트론
- 위스트론